# Carreghofa Castle
Carreghofa Castle är ett slott i Storbritannien.   Det ligger i kommunen Powys och riksdelen Wales, i den södra delen av landet, 250 km nordväst om huvudstaden London. Carreghofa Castle ligger 98 meter över havet.
Terrängen runt Carreghofa Castle är varierad. Runt Carreghofa Castle är det ganska tätbefolkat, med 60 invånare per kvadratkilometer. Närmaste större samhälle är Oswestry, 8,5 km norr om Carreghofa Castle. Trakten runt Carreghofa Castle består i huvudsak av gräsmarker.